# Методія Андонов-Ченто
Методія Андонов-Ченто (мак. Методија Андонов-Ченто; нар. 17 серпня 1902, Прилеп — пом. 24 липня 1957, там само) — югославський і македонський політик, антифашист, перший голова президії Антифашистських зборів народного визволення Македонії (мак. Антифашистичко Собрание на Народното Ослободување на Македонија, АСНОМ)

## Біографія
Торговець за професією, був відомий своїми настроями проти сербського правління Македонії (Вардарської бановини). Ще в 1938 році балотувався у парламент Югославії як самостійний опозиційний кандидат, але не був обраний. Один з організаторів демонстрацій в м. Прилеп (1939), на честь македонського національного свята Ілінден (дня святого Іллі). Був заарештований. У 1940 році після вимог про початок навчання рідною мовою був інтернований і засуджений до смертної кари. Тільки дивом уникнув страти. Після приходу болгарських військ у 1941 році відмовився співпрацювати з новою владою, вважаючи її безперспективною. Його магазин у Прилепі став центром зустрічей комуністів і незабаром Методія Андонов-Ченто був інтернований у табір «Чучулігово», в регіоні міста Петрича.

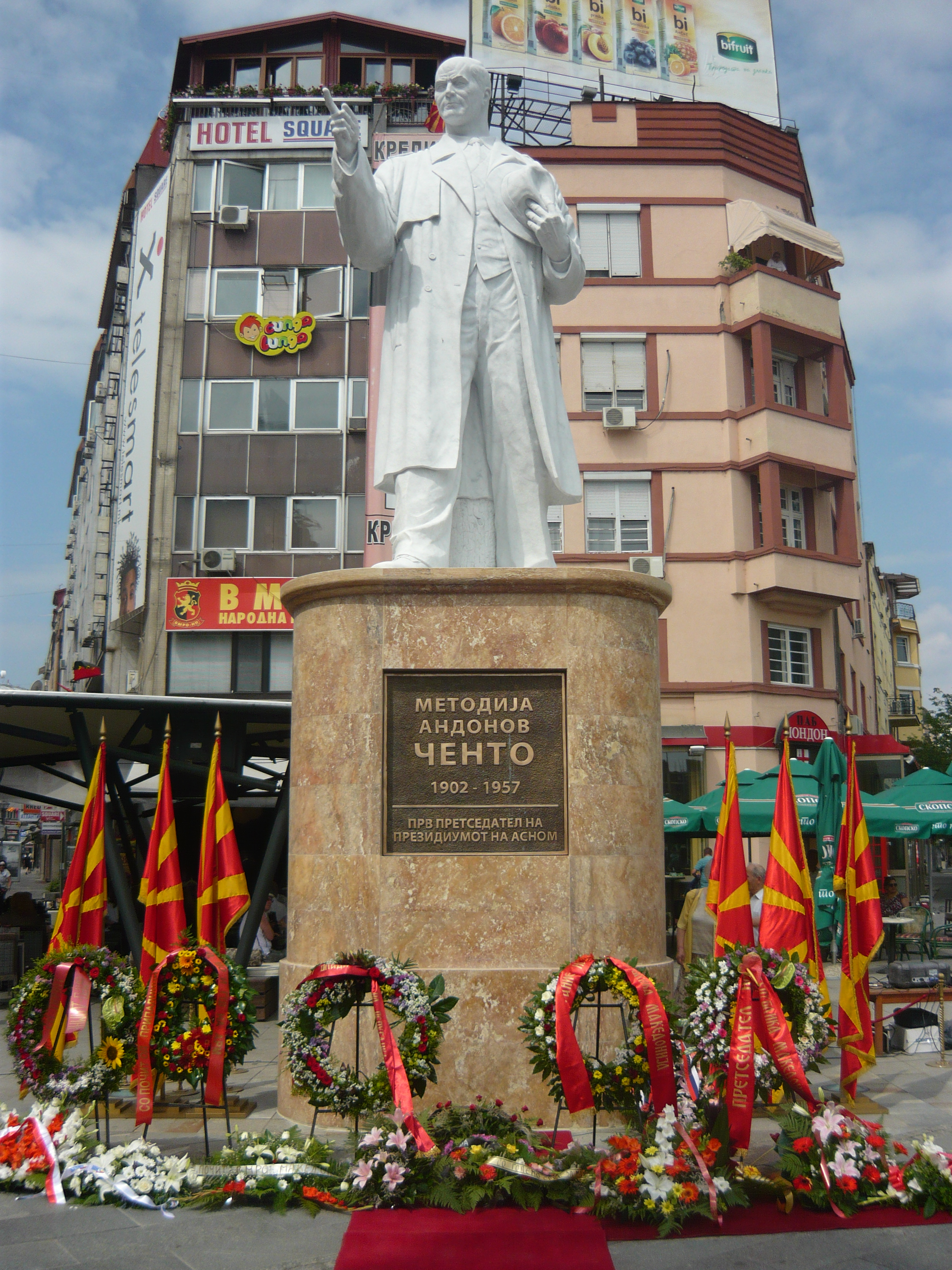
Пам'ятник

У жовтні 1943 році втік до італійської окупаційної зони Вардарської Македонії і включився в роботу з скликанню АСНОМ. 2 серпня 1944 обраний головою президії АСНОМ — вищого органу Демократичної Федеральної Македонії (потім Народної Північної Македонії). Домагався більш широкої незалежності Македонії в складі або поза Югославської Федерації. У 1946 році заарештований і засуджений на 11 років ув'язнення в ході сфальсифікованого судового процесу. Звільнений лише через 9 років і 4 місяці, але незабаром помер.
У 1990 році всі звинувачення з нього були зняті, в 1991 році був реабілітований. Іменем Андонова-Ченто названий житловий район в столиці Північної Македонії Скоп'є.